# Erlingsdóttir
Erlingsdóttir ist ein isländischer Name.

## Bedeutung
Der Name ist ein Patronym und bedeutet Erlingurs bzw. Erlings Tochter. Die männliche Entsprechung ist Erlingsson.

## Namensträgerinnen
- Auður Lilja Erlingsdóttir (* 1979), isländische Politikerin
- Sandra Erlingsdóttir (* 1998), isländische Handballspielerin